# Ondioline

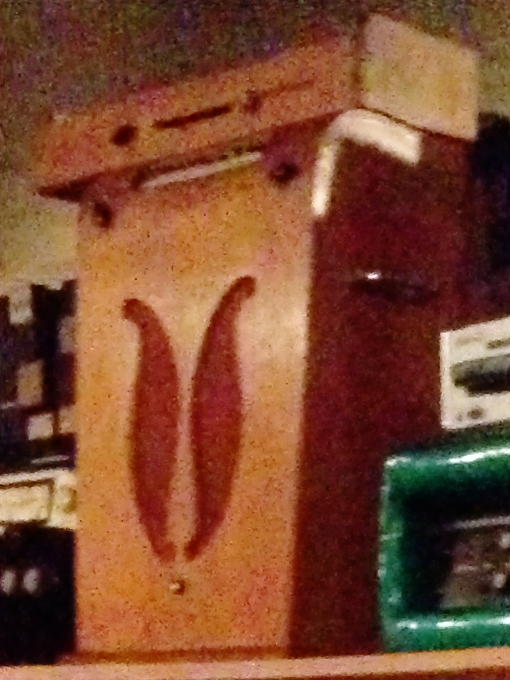
Ondioline vystavený v Národním hudebním centru v Kanadě

Ondioline je elektronický klávesový nástroj. V roce 1941 ho vynalezl Francouz George Jenny. Je předchůdce dnešních syntetizátorů.
S ondioline bylo schopné vytvářet širokou škálu zvuků. Jako jeho příbuzný hudební nástroj považujeme clavioline, který byl vynalezen o sedm let později, v roce 1947 Constantem Martinem.
Mezi umělce kteří s ondiolinem dosáhli mezi prvními slavnější skladby, patří francouzský zpěvák a hudební skladatel Charles Trenet s písní "L'âme des Poètes" (Duše básníků), nahranou v roce 1951, deset let od vynalezení nástroje.